# Schloss Mirów

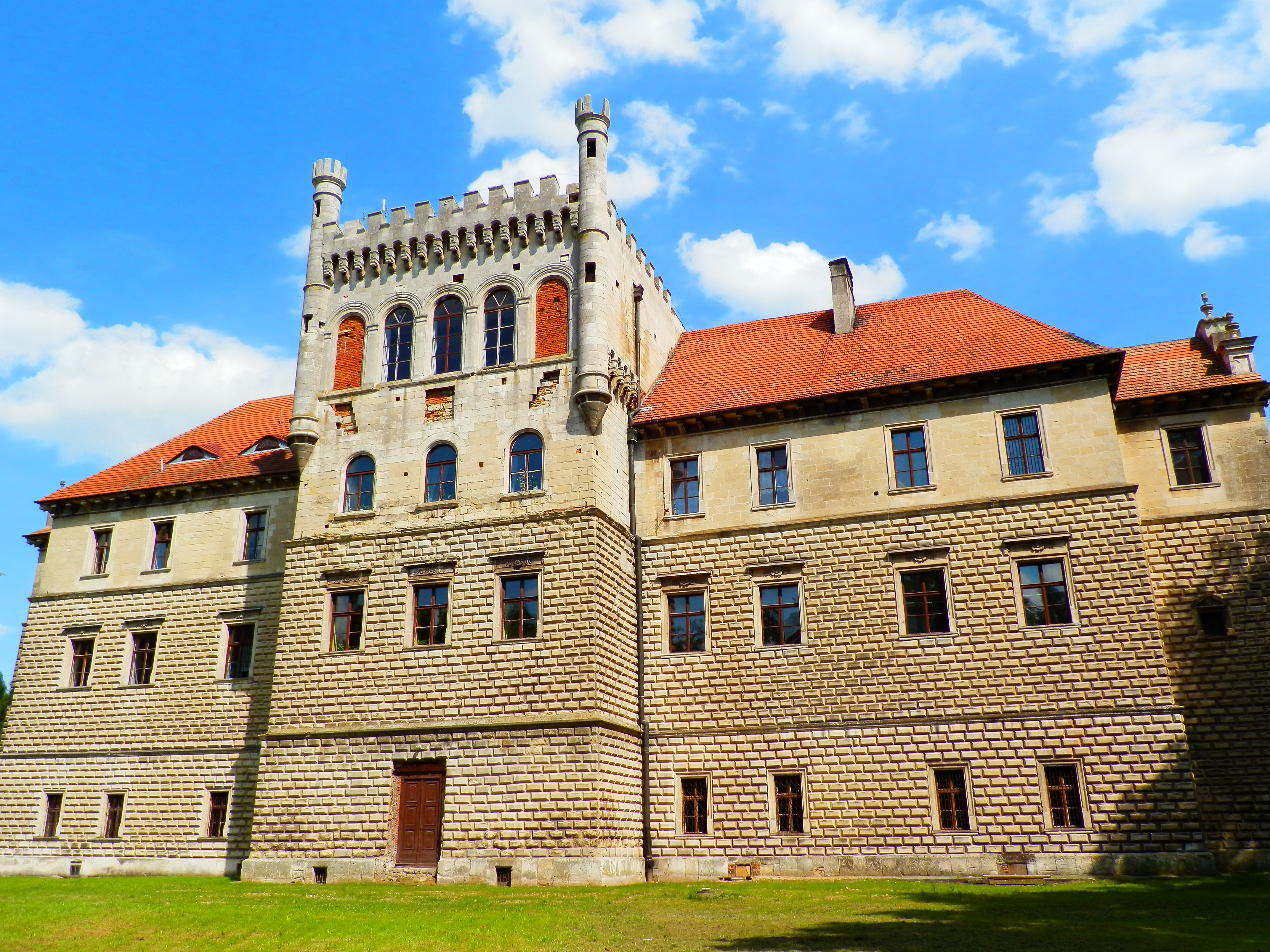
Westflügel

Das Schloss Mirów (polnisch: Pałac Mirów w Książu Wielkim) ist ein Schloss in Książ Wielki unweit von Miechów am Fuße des Gebirgszugs des Heiligkreuzgebirges. Es wurde von dem Krakauer Bischof Piotr Myszkowski im 16. Jahrhundert errichtet.

## Geschichte
Das Schloss wurde im Renaissance-Stil mit italienischen Garten von dem Architekten Santi Gucci in den Jahren 1585–1595 für den Krakauer Bischof Piotr Myszkowski und dessen Neffen und Erben Piotr Myszkowski erbaut. Das Schloss blieb bis 1729 im Besitz der Myszkowski, als es an die Wielopolski kam. 1809 ließ Franciszek Wielopolski das Schloss im von Józef Lebroni umgestalten. Ein weiterer Umbau im Stil der Neugotik erfolgte unter Aleksander Wielopolski in den Jahren 1841–1846. Er wurde nach den Entwürfen von Karol Kremer und Friedrich August Stüler durchgeführt. Bis 1945 wurde das Schloss bewohnt. Seit 1949 wird es als Schule genutzt.